# دنیل دورانت
دنیل دورانت (انگلیسی: Daniel Durant؛ زادهٔ ۲۴ دسامبر ۱۹۸۹) بازیگر سینما و تئاتر اهل کشور ایالات متحده آمریکا است. وی از سال ۲۰۰۸ میلادی تاکنون مشغول فعالیت بوده‌است.
از فیلم‌هایی که وی در آن نقش داشته‌است می‌توان به کودا اشاره کرد.